# Longmen (sockenhuvudort i Kina, Qinghai Sheng, lat 37,88, long 98,92)
Longmen (kinesiska: 龙门, 龙门乡) är en sockenhuvudort i Kina. Den ligger i provinsen Qinghai, i den nordvästra delen av landet, omkring 290 kilometer nordväst om provinshuvudstaden Xining. Antalet invånare är 1 288. Befolkningen består av 649 kvinnor och 639 män. Barn under 15 år utgör 22,0 %, vuxna 15-64 år 73 %, och äldre över 65 år 4,0 %.
Trakten runt Longmen är nära nog obefolkad, med mindre än två invånare per kvadratkilometer. Trakten runt Longmen består i huvudsak av gräsmarker.
Genomsnittlig årsnederbörd är 374 millimeter. Den regnigaste månaden är augusti, med i genomsnitt 87 mm nederbörd, och den torraste är december, med 1 mm nederbörd.